# ایتاماراتی دو میناس
ایتاماراتی دو میناس (به پرتغالی: Itamarati de Minas) یک منطقهٔ مسکونی در برزیل است که در میناز ژرایس واقع شده‌است. ایتاماراتی دو میناس ۴٬۳۷۵ نفر جمعیت دارد.